# Jodwa
Jodwa (ros. Ёдва) – osiedle w Rosji, w Republice Komi, w rejonie udorskim. W 2021 liczyło 278 mieszkańców.